# Torre Concepció
La Torre Concepció és una obra noucentista de Sant Joan Despí (Baix Llobregat) inclosa a l'Inventari del Patrimoni Arquitectònic de Catalunya.

## Descripció
Casa-torre de planta en forma de "L". Construïda de planta baixa, pis, i golfes. Forma un petit jardí d'accés a l'entrada principal i un altre a la part del darrere de la finca. Teulada de dos vessants. Fa mitgera amb el bloc d'habitatges del costat. Predomina la línia recta, encara que no abandona la corba.

## Història
Promotor de la llicència d'obres Joan Parelló i Roma i Rosa Gubert i Maymon, domiciliats a Barcelona al carrer d'Ermengarda núm.12 1er.-1a, en el moment de la petició (10-07-1932).